# رالف بيغز
رالف بيغز (بالإنجليزية: Ralph Biggs)‏ مواليد 2 فبراير 1976 في واشنطن، هو لاعب كرة سلة أمريكي سابق. بدأ مسيرته الاحترافية في سنة 1998. يبلغ طوله 6 قدم 7 بوصة (2.0 م). اعتزل اللعب في 2014.

## المسيرة الاحترافية
لعب مع نادي فيرت لكرة السلة في موسم 1998–1999، ثم لعب مع نادي أوستند لكرة السلة من سنة 1999 إلى 2003، ثم لعب مع سبيرو شارلوروا من سنة 2004 إلى 2007، ثم لعب مع نادي كراسني كريليا لكرة السلة في موسم 2009–2010، ثم لعب مع ليموج سي إس بي في الدوري الفرنسي في موسم 2010–2011.

## روابط خارجية
- رالف بيغز على موقع الدوري الأوروبي لكرة السلة (الإنجليزية)
- رالف بيغز على موقع كرة السلة الأوروبية.كوم (الإنجليزية)
- رالف بيغز على موقع كلية كرة السلة في سبورتس رفرنس.كوم (الإنجليزية)
- رالف بيغز على موقع ريلجم (الإنجليزية)
- رالف بيغز على موقع بروبوليرز (الإنجليزية)
- رالف بيغز على موقع سبورتس رفرنس (الإنجليزية)